# Grafite pirolítico

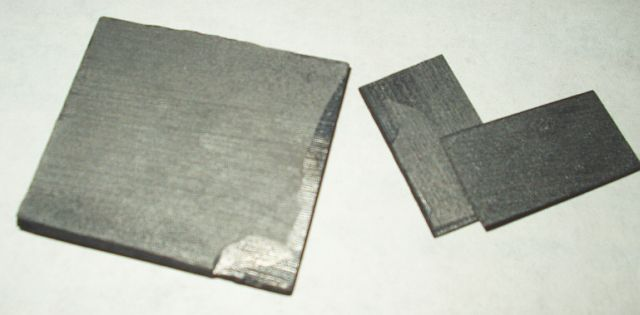

Grafite pirolítico é um policristal puro composto por camadas paralelas de átomos de carbono, com propriedades de supercondutor.
Diferencia-se do grafite comum por apresentar poucas irregularidades ou defeitos no ordenamento das suas camadas. É obtido por meio da pirólise, processo pelo qual as substâncias orgânicas são decompostas por aquecimento
Um obstáculo para a sua utilização industrial é o alto custo de produção, já que um pedaço de alguns centímetros pode custar R$ 5 mil.